# Padània
Padània és el nom que van donar els nacionalistes de la Lliga Nord al territori del Nord d'Itàlia que projectaven independitzar.

## Territori
Prenia aquest nom de la vall del Po (llatí Padus), usat sovint per a referir-se a la pianura padana en alguns texts geogràfics. El terme fou creat per l'influent periodista Gianni Brera i popularitzat en els seus llibres per Indro Montanelli.

## Implicacions polítiques
Quan la Lliga Nord va decidir dur a terme la secessió del pròsper nord d'Itàlia, el seu cap, Umberto Bossi, va donar a la regió el nom de Padania. El nou país tindria una bandera, un himne nacional, un parlament a Màntua i fins i tot s'organitzaren unes eleccions per a un "parlament del nord" (sense cap reconeixement internacional). L'òrgan de la Lliga era el diari La Padania.
Mentre que no hi havia acord sobre les fronteres de Padània, el terme es refereix sovint a les regions al nord dels Apenins endemés de Ligúria, Toscana, Úmbria i Marques, tot i que no hi ha pas un acord unànime (sobretot pel que fa a la Toscana).
Però, mentre que la Lliga Nord esperava incloure a Padània l'Emília-Romanya i potser Toscana, aquestes regions havien donat el seu vot generalment a partits d'esquerra, i la Lliga Nord hi tenia una presència escassa. La Lliga Nord tenia la seva base electoral a la Llombardia (especialment a la Província de Varese, d'on era originari el seu cap, Umberto Bossi), ja que originàriament s'havia anomenat Lliga Llombarda, tot recollint l'eco de la lliga del mateix nom, creada en el segle xii, per a lluitar contra l'emperador del Sacre Imperi Romanogermànic.
Sociòlegs de la Universitat de Newcastle (Anglaterra), fora del món de la política italiana, tanmateix, consideraven que la frontera entre Padània i la resta d'Itàlia corresponia a una frontera entre actituds i valors cívics, originada en l'alta edat mitjana, que marcava tant el centre com el nord d'Itàlia. No li donaven, però, cap significació política (de fet, no hi estaven d'acord). Alhora, els lingüistes no havien trobat cap raó, per a agrupar totes les regions afectades dins la Padània.

## Llengües
La lingua franca és l'italià estandarditzat. A les fronteres són reconegudes com a minoritàries el francès, el francoprovençal, l'occità, l'alemany, el furlà i l'eslovè.
Les altres parles vernaculars són indicades sovint com a dialetto pels seus parlants, i generalment s'usen en contexts tancats (familiars, amics). Algunes d'elles (llombard, lígur, piemontès, vènet i emilià) no són intercomprensibles.

## Himne nacional

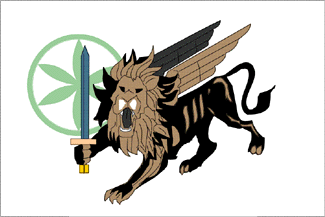
Govern de Padània

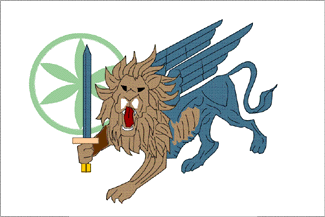
Parlament de Padània

Tot i que no és un estat independent, la Lliga Nord escollí com a himne nacional el "Cor dels esclaus hebreus" (Va pensiero) de l'òpera Nabucco de Giuseppe Verdi.Paradoxalment, aquesta cançó sempre es considerà un himne a la unificació italiana.
El govern i el Parlament disposen de banderes específiques. Hi ha també una Guàrdia Nacional Padana i els anomenats Voluntaris Verds.

## Suport popular a la independència
La Lliga Nord controla el 5% de les províncies italianes (Sondrio, Varese i Como a Llombardia, i Treviso i Vicenza a Véneto). A les eleccions regionals del 2005 va treure el 10% dels vots populars al nord d'Itàlia (15,8% a Llombardia, 14,7% a Véneto, 8,5% al Piemont, 4,8% a Emília-Romanya, 4,7% a Ligúria, 1,3% a Toscana i 0,0% a Marques, mentre que el 2003 va obtenir endemés el 9,3% a Friuli-Venècia Júlia i el 6,1% a la Província de Trento).

## Política
- Partits polítics: vegeu Lliga Nord
- Sindicats: vegeu Sindicat Padà
- Organitzacions empresarials: Imprenditori Padani
- Pensionistes: vegeu Pensionati Padani (Pensionati Nord)
- Catòlics: vegeu Catòlics Padans